# Vasasjön, Västergötland
Vasasjön är en sjö i Marks kommun i Västergötland och ingår i Viskans huvudavrinningsområde.